# Scalpellum burdigalense
Scalpellum burdigalense är en kräftdjursart som beskrevs av Des Moulins 1875. Scalpellum burdigalense ingår i släktet Scalpellum och familjen Scalpellidae. Inga underarter finns listade i Catalogue of Life.